# Ольгинська жіноча гімназія
О́льгинська жіноча гімназія, Жіноча гімназія Міністерства освіти, Державна жіноча гімназія святої Ольги — середній загальноосвітній заклад, заснований 1870 року в Києві.

## Історія
Урочисте відкриття відбулося 10 січня 1870 року. До 1892 року гімназія розміщувалася в орендованих будинках: на Андріївському узвозі, Володимирській вулиці, 23/27 і Михайлівській вулиці, 24. У 1892—1914 роках гімназія розташовувалася в колишньому флігелі Першої чоловічої гімназії на Терещенківській вулиці, 2 (зараз Терещенківська, 4), що був споруджений за проектом академіка архітектури Олександра Беретті в класицистичному стилі. 1909 року гімназії надали ім'я Святої Княгині Ольги. Станом на 1913 рік в гімназії було 14 класів. Під час Першої світової війни 1914—1918 років приміщення на Терещенківській використовувалося як лазарет. Зараз тут розташований один з підрозділів НАН України.
У 1910-ті з метою розширення гімназії почалося спорудження нового великого корпусу за проектом архітектора Павла Альошина. Планувалося, що після побудови нової споруди всі класи отримають паралельні відділення. Проте хаос післяреволюційного часу і громадянська війна перешкодили завершенню будівництва. Недобудоване приміщення гімназії простояло до кінця 1920-х років. Пізніше будівлю добудували й вона увійшла в комплекс споруд Всеукраїнської академії наук (тепер вулиця Богдана Хмельницького, 15 та Володимирська, 55).
Серед випускниць — Марія Юнак (1892—1977) — художниця, графік, плакатист, представниця української школи монументального живопису.